# Виа дела Спига
Виа дела Спига (итал. Via della Spiga) — одна из центральных улиц Милана, считается одной из границ квартала моды. На улице расположены бутики известных домов высокой моды, что делает её одной из самых дорогих улиц в мире.
Ближайшая станция метро: Монтенаполеоне на линии М3.

## История
Название улицы происходит от фамилии дворянской семьи Спига, представители которой уже жили в Милане во времена герцога Франческо II Сфорца в конце XV века. По другой версии название улица получила по находившемуся на ней трактиру, с колосом пшеницы (итал. spiga) на фасаде.
На улице жили многие участники восстания 1848 года против австрийского владычества («Пять дней Милана») — Франческо Рестелли (д. 17), Чезаре Корренти (д. 30).
В д. 28 с 1944 по 1996 год жил архитектор Джио Понти (мемориальная доска на здании издательства Garzanti).
Ещё в начале 1960-х годов Виа дела Спига была улицей для простых людей с пекарнями, бойнями, парикмахерскими и т. д. Однако в течение следующих нескольких десятилетий здесь обосновались бутики, рестораны и филиалы всемирно известных домов моды B. Prada и Dolce & Gabbana, а также дизайнерские и мебельные магазины. Улица стала пешеходной зоной с брусчаткой, освещение теперь светодиодное, экологически чистое.